# Рабано-де-Алісте
Рабано-де-Алісте (ісп. Rábano de Aliste) — муніципалітет в Іспанії, у складі автономної спільноти Кастилія-і-Леон, у провінції Самора. Населення — 414 осіб (2010).

## Географія
Муніципалітет розташований на португальсько-іспанському кордоні.
Муніципалітет розташований на відстані близько 270 км на північний захід від Мадрида, 65 км на північний захід від Самори.
На території муніципалітету розташовані такі населені пункти: (дані про населення за 2010 рік)
- Рабано-де-Алісте: 99 осіб
- Сан-Мамед: 46 осіб
- Сехас-де-Алісте: 137 осіб
- Тола: 132 особи

## Демографія
Динаміка населення (INE ):